# CJ Okpalobi
Chuka Austin "CJ" Okpalobi jr (New Orleans, 28 febbraio 1994) è un giocatore di football americano statunitense, che gioca come runningback per i New Yorker Lions..

## Palmarès
- 1 German Bowl (2018)